# Andrew Holness
Andrew Michael Holness, född 22 juli 1972 i Spanish Town, är en jamaicansk politiker. Han är Jamaicas premiärminister sedan 3 mars 2016. Holness har även varit premiärminister i Jamaica mellan oktober 2011 och januari 2012. Han är partiledare för Jamaicas arbetarparti, ett nationalistiskt och konservativt parti som bland annat vill avsätta Jamaicas kung och införa en republik.
Vid sitt tillträde 2011 som premiärminister var han enbart 39 år gammal och därmed den yngsta någonsin att bli regeringschef i Jamaica.